# Ambergris Caye
Ambergris Caye är den största ön i nationen Belize, belägen i Karibiska havet i distriktet Belize. Ambergris Caye är namngiven efter de stora stycken av ambra som sköljdes upp på öns stränder. "Caye" kommer från spanskans "cayo" som betyder "holme", "sandkobbe" eller "skär". Ön är cirka 40 km lång och 2 km bred och består mestadels av sandstränder kring mangroveträsket på öns mitt. Staden San Pedro är Ambergris Cayes största ort och enda riktiga stad, det finns även en del mindre byar och hotellanläggningar.
Ambergris Cayes största inkomster kommer från turistnäringen, sedan 1970-talet har turister strömmat till. De stora attraktionerna är stränderna och världens näst största korallrev (efter Stora barriärrevet i Australien) kring ön som erbjuder rika möjligheter för dykning, snorkling och saltvattenfiske.